# Paketenteres
Paketenteres es el tercer álbum de Nuria Fergó. Se publicó el 5 de abril de 2005. Es su álbum más racial y está producido por Xabi Ibáñez. 

## Listado de canciones
1. Me hiere - 4:00
2. Las palabritas - 4:20
3. Quiero olvidarte - 4:12
4. Duele la soledad - 3:57
5. Voy a darte un beso - 3:44
6. Paketenteres - 3:45
7. Preguntarle a mis sentidos - 3:40
8. Flores de colores - 3:40
9. Amanecer sin ti - 4:20
10. Olvídame - 3:33
11. Yo soy - 4:00
12. Con las manos vacías - 4:32
13. Como te echo de menos - 3:35

## Sencillos
1. Las palabritas (Videoclip)
2. Voy a darte un beso
3. Me hiere (Videoclip)

## Listas

### Semanales
| País   | Ranking         | Primera semana | Posición de ingreso | Mejor posición | Semanas en la mejor posición | Semanas en el ranking | Última semana |
| ------ | --------------- | -------------- | ------------------- | -------------- | ---------------------------- | --------------------- | ------------- |
| Europa |                 |                |                     |                |                              |                       |               |
| España | Top 100 álbumes | 10/04/2005     | 30                  | 18             | 1                            | 17                    | 07/08/2005    |